# Serguéi Malchenko
Serguéi Malchenko (Unión Soviética, 2 de noviembre de 1963) es un atleta soviético retirado especializado en la prueba de salto de altura, en la que ha conseguido ser subcampeón europeo en 1986.

## Carrera deportiva
En el Campeonato Europeo de Atletismo de 1986 ganó la medalla de plata en el salto de altura, con un salto por encima de 2.31 metros, siendo superado por el también soviético Igor Paklin (oro con 2.34 m) y por delante del alemán Carlo Thränhardt (bronce también con 2.31 m pero en más intentos).
Tres años después, en el Campeonato Europeo de Atletismo en Pista Cubierta de 1989 celebrado en La Haya finalizó en sexta posición en la misma prueba de salto de altura.